# Enzo Amore & Big Cass
FreeAgentZ (anteriormente era conocido como Enzo Amore & Big Cass) fue un equipo en parejas de lucha libre profesional conformado por nZo (Enzo Amore) y CaZXL (Big Cass). Actualmente luchan en el circuito independiente, pero son más conocidos por su permanencia en WWE y anteriormente en su territorio de desarrollo NXT desde 2013 a 2016.

## Carrera

### WWE (2013-2017)

#### NXT Wrestling (2013-2016)

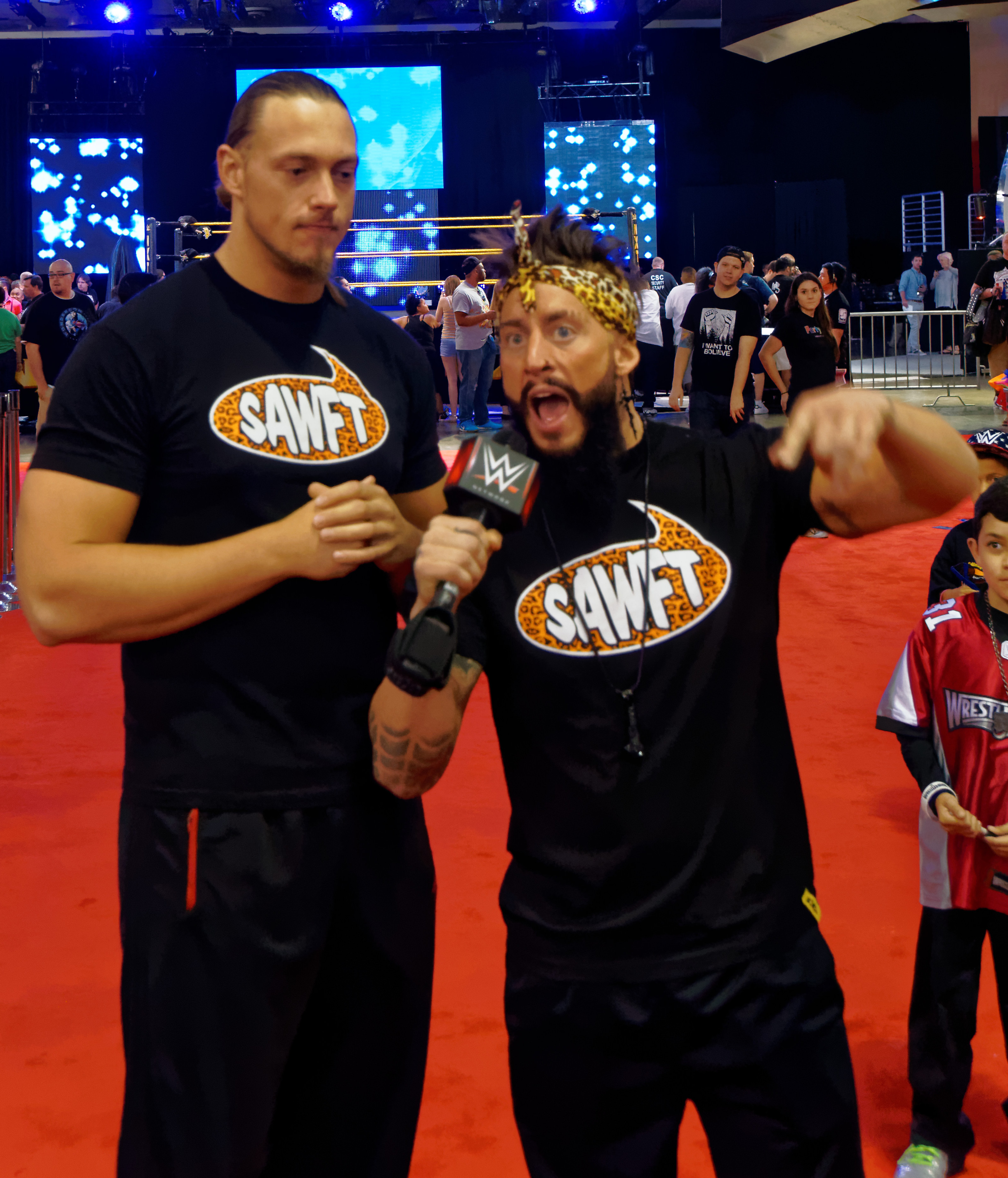
Enzo & Cass en WrestleMania 31 Axxess.

El 22 de mayo de 2013, Enzo Amore debutó en NXT donde fue rápidamente derrotado por Mason Ryan. Amore pasó a formar un equipo con Colin Cassady, que también había perdido previamente a Ryan, haciéndose llamar "los tipos más reales de la sala". Pronto se enfrentarían a otros luchadores de NXT como Alexander Rusev, Scott Dawson, Connor O'Brian, Rick Victor, Sylvester Lefort y Marcus Louis, estos dos últimos marcaron una rivalidad para Amore y Cassady la cual, culminó en NXT Takeover: Fatal 4-Way donde Amore venció a Lefort en un Hair vs Hair Match, pero como Lefort huyó del ring, su acompañante Marcus Louis fue rapado.
En 2015, la debutante Carmella se unió al equipo de Enzo y Cassady, nombre con el que se identificaron desde esos momentos. Pronto tendrían otro feudo, esta vez con Blake & Murphy con quienes se enfrentaron en NXT TakeOver: Unstoppable por los Campeonatos en Parejas de NXT sin éxito. Luego, fueron introducidos al torneo Dusty Rhodes Tag Team Classic donde clasificaron la primera ronda y fueron eliminados por Finn Bálor y Samoa Joe en la segunda ronda.
Finalizando el año, Enzo y Cassady nuevamente se enfrentan a los Campeones en Pareja de NXT Dash & Dawson con quienes se enfrentaron en NXT TakeOver: London pero fueron derrotados. Su feudo se extendió hasta en su aparición en Roadblock, donde se enfrentaron nuevamente pero fueron derrotados.

#### Roster principal (2016-2017)
El 4 de abril en Raw, Enzo y Cass debutaron en el roster principal, donde confrontaron a The Dudley Boyz. El 11 de abril en Raw, fueron sumados al torneo por los retadores #1 a los Campeonatos en Parejas de WWE. Esa misma noche, nuevamente confrontaron a The Dudley Boyz. El 14 de abril en SmackDown, vencieron a The Ascension, clasificando a la semifinal del torneo por los retadores al Campeonatos en Parejas de WWE. El 18 de abril en Raw, vencieron a The Dudley Boyz, clasificando a la final del torneo por los retadores a los Campeonatos en Parejas contra The Vaudevillains (Aiden English & Simon Gotch). En Payback, la lucha entre Enzo & Cass contra The Vaudevillians terminó sin resultado debido a que Amore tuvo un accidente durante la lucha, lo que hizo que esté fuera por algunas semanas. Al día siguiente en Raw, Cassady apareció solo, encarando a The Vaudevillains y a The Dudley Boyz por lo sucedido con Amore. Esa misma noche, Cassady y The New Day derrotó a The Vaudevillains y The Dudley Boyz en un 4-Man Tag Team Match. Tras esto, Cassady acortó su nombre a Big Cass. teniendo un invicto en solitario. El 23 de mayo en Raw, Enzo hizo su regreso junto a su compañero Big Cass, confrontando a The Dudley Boyz. Esa misma noche, Cass venció a Bubba Ray Dudley. El 30 de mayo en Raw, vencieron a The Dudley Boyz.  El 6 de junio en Raw, confrontaron a The Vaudevillains por lo sucedido con Enzo en Payback. Esa misma noche, se enfrentaron a The Vaudevillains, pero perdieron por descalificación después de que Big Cass los atacó brutalmente después de que English hiciera intencionalmente sobre Amore la misma maniobra que provocó la hospitalización de éste, aunque Amore pudo levantarse después de esto. En Money in the Bank, fueron derrotados por The New Day en un Fatal Four-way Match donde estuvieron The Vaudevillains y The Club. 
El 4 de julio en Raw, salieron a defender a John Cena del ataque de AJ Styles y The Club, empezando una rivalidad con Gallows y Anderson. Después, se pactó una lucha en Battleground donde Enzo & Big Cass junto a John Cena vencieron a The Club.
El 19 de julio en SmackDown, fueron enviados a Raw como equipo. El 1 de agosto en Raw, Enzo apareció de manera solitaria para defender a Sasha Banks de los agravios de Charlotte y Chris Jericho. La misma noche, se enfrentó junto a Sasha contra Charlotte y Jericho donde fueron derrotados. El 8 de agosto en Raw, comenzaron otra rivalidad, esta vez con Chris Jericho y Kevin Owens. En SummerSlam, fueron derrotados por Jericho y Owens. El 22 de agosto en Raw, Cass fue elegido como parte del torneo clasificatorio por el Campeonato Universal de WWE donde derrotó a Rusev. El 29 de agosto en Raw, Cass participó en un Fatal 4-way Elimination Match contra Kevin Owens, Seth Rollins y Roman Reigns pero no logró ganar el Campeonato Universal. El 5 de septiembre en Raw, fueron derrotados por The Shining Stars.
Tras esto, empezaron a rivalizar con varios equipos de Raw, especialmente con Luke Gallows y Karl Anderson. En Hell in a Cell, fueron derrotados por Gallows y Anderson. Posteriormente, fueron elegidos para ser parte del Team Raw para el Traditional Survivor Series Elimination Tag Team Match en Survivor Series. En Survivor Series, el Team Raw derrotó al Team SmackDown. Durante las siguientes semanas, comenzaron una rivalidad contra Rusev y Jinder Mahal con base en Lana. En Roadblock: End of the Line, Cass fue derrotado por Rusev.
A inicio de 2017, continuaron con su rivalidad contra Rusev y Mahal. En Royal Rumble, Cass entró como el #1 siendo eliminado por Braun Strowman mientras que, Enzo ingresó como el #27 pero fue eliminado rápidamente por Brock Lesnar. Posteriormente, retomaron su rivalidad con Gallows & Anderson en busca de los Campeonatos en Parejas de Raw. En Fastlane, fueron derrotados por Gallows & Anderson. En las siguientes semanas hacia WrestleMania, fueron añadidos a un Triple Threat Ladder Match, donde estarían Gallows & Anderson y Cesaro & Sheamus. En WrestleMania 33, hubo un cambio a último momento donde los anfitriones The New Day anunciaron un Fatal 4-way Ladder Match, donde el cuarto equipo añadido fue The Hardy Boyz. Esa misma noche, fueron derrotados por The Hardy Boyz. Tras esto, continuaron su rivalidad con Gallows & Anderson. En Payback, derrotaron a Gallows & Anderson, terminando así su feudo.
El 22 de mayo en Raw, Enzo fue atacado tras bastidores por lo que Cass exigió al GM Kurt Angle que encontrara al culpable. El 5 de junio, Cass fue también atacado por lo que se empezó a sospechar de varios luchadores sobre todo de The Revival y Big Show, quienes estuvieron cerca de Enzo antes de los ataques. A esto se incluyó a Kurt Angle y el comentarista Corey Graves como observadores. El 19 de junio en Raw, Kurt Angle reunió a Enzo, Cass y a los sospechosos del ataque (The Revival y Big Show) para resolverlo de una vez por todas, donde Corey Graves mostró un video de seguridad donde se veía a Cass planificando su propio ataque y demostrando la inocencia de The Revival y Big Show. Después de esto, Cass confesó ser el atacante, declarando palabras fuertes contra Enzo para finalmente atacarlo, cambiando a heel. El 26 de junio en Raw, Enzo trató de hacer las paces con Cass, este lo aceptó pero cuando salían del ringside, Cass nuevamente atacó a Enzo, disolviendo definitivamente el equipo.

### Circuito independiente (2019-presente)
En 2018, Arndt y Morrissey fueron despedidos de la WWE por separados. Arndt siguió una carrera de música rap bajo el nombre "Real1" y luego "nZo", mientras que Morrissey trabajó limitando las reservas de luchas independientes. Arndt y Morrissey se reunieron en el evento de G1 Supercard en el Madison Square Garden. Después de un partido de equipo en el que participaban los talentos de Ring of Honor y New Japan Pro-Wrestling, los dos saltaron la barricada y atacaron a varios luchadores. Las cámaras de transmisión se alejaron del incidente para indicar un ataque legítimo, pero más tarde se informó que el ángulo era un Shoot.
Poco después, la pareja dio una entrevista con Sports Illustrated anunciando que se habían reformado como equipo, ahora conocido como "nZo" (Arndt) y "CaZXL" (Morrissey), y habían firmado con Ring of Honor.  En conjunto, serían conocidos como "FreeAgentZ".

## Vida personal
- Enzo Amore y Big Cass ya se conocieron en el pasado cuando jugaban baloncesto en su juventud.
- Big Cass tuvo una relación amorosa con Carmella.
- Al entrar al ring en NXT, Enzo pronunciaba la siguiente declaración:

My name is Enzo Amore, and I am a certified G, and a bonafied stud, and you can't teach that!
And this right here, this is Big Cass, and he's 7 foot tall, and you can't teach that!
And this right here, this is Carmella, and she's hot as hell, and you can't teach that!
Bada boom, realest guys in the room! How you doing?
Mi nombre es Enzo Amore y soy un gángster certificado, y un semental de buena fe, y eso no se le puede enseñar a nadie.
Y este de aquí, este es Big Cass, y mide 7 pies de altura, y eso no se le puede enseñar a nadie.
Y esta de aquí, esta es Carmella, y es caliente como el infierno, y eso no se le puede enseñar a nadie.
¡Bada boom, los tipos más reales en el salón! ¿Cómo están?

- Ya en el elenco principal de WWE, la parte de Carmella es omitida.
- Cuando Big Cass quiere ridiculizar a un luchador o grupo de luchadores, dice lo siguiente:

[Luchador o grupo de luchadores], there's only one word to describe you,
and I'm gonna spell it out for you.
S-A-W-F-T, SAWFT!
[Luchador o grupo de luchadores], solo hay una palabra para describirte, 
y voy a deletrearla
S-A-W-F-T, ¡SAWFT! (Blandengues)

## En lucha
- Movimientos finales de equipo
  - Bada Boom Shakalaka (Rocket Launcher)

- Apodos
  - "The Realest Guys in the Room"
  - "Certified Gs"

- Managers
  - Carmella (Durante su estancia en NXT)

- Temas de entrada
  - "Sawft is a Sin" por CFO$ con Enzo Amore[5] (30 de mayo de 2014–19 de junio de 2017)

## Campeonatos y logros
- World Wrestling Entertainment/WWE
  - Equipo del Año (2015)
  - Premios de Fin de Año de la NXT (1 vez)
    - Equipo del Año (2015)

- Pro Wrestling Illustrated
  - PWI clasifica a Amore en el puesto 268 del top 500 luchadores individuales del PWI 500 en 2014.
  - PWI clasifica a Cassady en el puesto 281 del top 500 luchadores individuales del PWI 500 en 2014.